# Inverness Caledonian Thistle Football Club 2019-2020
Questa voce raccoglie le informazioni riguardanti l'Inverness Caledonian Thistle Football Club nelle competizioni ufficiali della stagione 2019-2020.

## Stagione
- In Scottish Championship l'Inverness si classifica al 2º posto (45 punti, in media 1,67 a partita), dietro al Dundee Utd e davanti al Dundee. Non si disputano i play-off.
- In Scottish Cup viene eliminato ai quarti di finale dall'Hibernian (5-2).
- In Scottish League Cup non supera la fase a gironi, classificandosi al secondo posto (7 punti) nel gruppo D dietro al Dundee e davanti a Peterhead, Cove Rangers e Raith Rovers.

## Maglie e sponsor
| Casa | Trasferta |

## Rosa
| N. |                        | Ruolo | Calciatore               |
| -- | ---------------------- | ----- | ------------------------ |
| 1  | Scozia (bandiera)      | P     | Mark Ridgers             |
| 2  | Scozia (bandiera)      | D     | Shaun Rooney             |
| 3  | Inghilterra (bandiera) | D     | Carl Tremarco (capitano) |
| 4  | Scozia (bandiera)      | C     | Sean Welsh               |
| 5  | Scozia (bandiera)      | D     | Coll Donaldson           |
| 6  | Scozia (bandiera)      | D     | Jamie McCart             |
| 7  | Scozia (bandiera)      | A     | James Keatings           |
| 8  | Inghilterra (bandiera) | C     | David Carson             |
| 9  | Scozia (bandiera)      | A     | Jordan White             |
| 10 | Irlanda (bandiera)     | C     | Aaron Doran              |
| 11 | Scozia (bandiera)      | C     | Tom Walsh                |
| 12 | Scozia (bandiera)      | D     | Kevin McHattie           |

| N. |                        | Ruolo | Calciatore       |
| -- | ---------------------- | ----- | ---------------- |
| 14 | Inghilterra (bandiera) | C     | James Vincent    |
| 15 | Scozia (bandiera)      | D     | Lewis Toshney    |
| 17 | Inghilterra (bandiera) | A     | Miles Storey     |
| 19 | Bulgaria (bandiera)    | A     | Nikolay Todorov  |
| 20 | Inghilterra (bandiera) | A     | Mitchell Curry   |
| 21 | Scozia (bandiera)      | P     | Cammy Mackay     |
| 22 | Scozia (bandiera)      | D     | Brad McKay       |
| 24 | Canada (bandiera)      | C     | Charlie Trafford |
| 26 | Scozia (bandiera)      | D     | Cameron Harper   |
| 27 | Brasile (bandiera)     | C     | Matheus Machado  |
| 28 | Scozia (bandiera)      | C     | Roddy MacGregor  |
| 31 | Scozia (bandiera)      | P     | Martin MacKinnon |